# Psykomotorik
 Der er for få eller ingen kildehenvisninger i denne artikel, hvilket er et problem. Du kan hjælpe ved at angive troværdige kilder til de påstande, som fremføres i artiklen.

Psykomotorik opstod som selvstændigt fag i 1930'erne ud fra et ønske om at finde nuancerede måder at arbejde med sammenhængen med krop, personlighed og samfund. Mennesket forstås som en helhed af krop, følelse, tanke og handling, der indgår i sociale fællesskaber. Faget findes i en række lande verden over.
Psykomotorisk terapi er integrationen af krop, psyke, erkendelse og handling. Hele personligheden involveres i behandlingen, hvor det centrale er samspillet mellem den kropslige behandling, oplevelsen af kroppen, personligheden og ressourcerne.
Psykomotoriske terapeuter arbejder med sundhedsfremme, forebyggelse af fysisk og psykisk sygdom, undervisning, behandling og rehabilitering.